# Championnat de Belgique de rugby à XV 2011-2012
Navigation
Championnat 2010-2011 Championnat 2012-2013
Le Championnat de Belgique de rugby à XV 2011-2012 oppose les huit meilleures équipes belges de rugby à XV. Il débute le 17 septembre 2011 pour s'achever par une finale disputée le 12 mai 2012 au stade du petit Heysel. La compétition est remportée par le Dendermondse RC qui bat en finale le Kituro RC sur le score de 20 à 6. Le club de Termonde réalise le doublé après sa victoire en Coupe de Belgique une semaine avant.

## Liste des équipes en compétition
| Evere Schaerbeek Boitsfort Waterloo Ottignies Soignies Frameries Dendermondse |

Le BUC Saint-Josse, vainqueur de la division 2 est promu en première division et remplace le Coq Mosan. La compétition oppose pour la saison 2011-2012 les huit meilleures équipes belges de rugby à XV :
| Équipes                 | Entraîneurs                               |
| ----------------------- | ----------------------------------------- |
| ASUB Rugby Waterloo     | Pierre Amilhat                            |
| Boitsfort RC            | Francis Demolder, Emmanuel Descamps       |
| BUC St-Josse RC (Evere) | Yvan Luyten en 2011 - Noam Dubart en 2012 |
| Dendermondse RC         | Peter Duchau                              |
| Kituro RC               | Alain Limbos, Michel Van Hee              |
| RC Frameries            | Francois Bultez                           |
| RC Soignies             | Eric Delreux                              |
| Rugby Ottignies Club    | Gert Van Looy, Stéphane Devos             |

## Résumé des résultats

### Classement de la phase régulière
| Rang | Club                   | J  | V  | N | D  | Bo | Bd | Pm  | Pe  | Diff | Pts |
| ---- | ---------------------- | -- | -- | - | -- | -- | -- | --- | --- | ---- | --- |
| 1    | Kituro RC (T)          | 14 | 12 | 0 | 2  | 4  | 1  | 306 | 158 | +148 | 53  |
| 2    | Dendermonde RC         | 14 | 11 | 0 | 3  | 5  | 0  | 315 | 213 | +102 | 49  |
| 3    | Boitsfort RC           | 14 | 10 | 0 | 4  | 7  | 0  | 345 | 173 | +172 | 47  |
| 4    | RC Frameries           | 14 | 8  | 0 | 6  | 7  | 0  | 327 | 268 | +59  | 39  |
| 5    | ASUB Waterloo          | 14 | 5  | 0 | 9  | 6  | 2  | 203 | 216 | -13  | 28  |
| 6    | BUC Saint-Josse RC (P) | 14 | 5  | 0 | 9  | 2  | 0  | 195 | 333 | -138 | 22  |
| 7    | RC Soignies            | 14 | 3  | 0 | 11 | 6  | 0  | 171 | 294 | -123 | 18  |
| 8    | Ottignies RC           | 14 | 2  | 0 | 12 | 4  | 0  | 186 | 393 | -207 | 12  |

|  | Qualifiés pour la phase finale (no 1, no 2, no 3, no 4) |
|  | Relégué (no 8)                                          |
|  | T : tenant du titre 2011 • P : promu 2011               |

Attribution des points : victoire sur tapis vert : 5, victoire : 4, match nul : 2, défaite : 0, forfait : -2 ; plus les bonus (offensif : 4 essais marqués ; défensif : défaite par 7 points d'écart ou moins).
Règles de classement : ?

### Phase finale
Les quatre premiers de la phase régulière sont qualifiés pour les demi-finales. L'équipe classée première affronte à domicile celle classée quatrième alors que la seconde reçoit la troisième.
|  | Demi-finales        | Demi-finales        |               |    | Finale                                          | Finale                                          |
|  | Demi-finales        | Demi-finales        |               |    | Finale                                          | Finale                                          |
|  |                     |                     |               |    |                                                 |                                                 |
|  | 29 avril 2012       | 29 avril 2012       |               |    | 12 mai 2012 au Stade du Petit Heysel, Bruxelles | 12 mai 2012 au Stade du Petit Heysel, Bruxelles |
|  | 29 avril 2012       | 29 avril 2012       |               |    | 12 mai 2012 au Stade du Petit Heysel, Bruxelles | 12 mai 2012 au Stade du Petit Heysel, Bruxelles |
|  | [1] Kituro RC       | 27                  |               |    | 12 mai 2012 au Stade du Petit Heysel, Bruxelles | 12 mai 2012 au Stade du Petit Heysel, Bruxelles |
|  | [1] Kituro RC       | 27                  |               |    | 12 mai 2012 au Stade du Petit Heysel, Bruxelles | 12 mai 2012 au Stade du Petit Heysel, Bruxelles |
|  | [4] RC Frameries    | 7                   |               |    | 12 mai 2012 au Stade du Petit Heysel, Bruxelles | 12 mai 2012 au Stade du Petit Heysel, Bruxelles |
|  | [4] RC Frameries    | 7                   | [1] Kituro RC | 6  |                                                 |                                                 |
|  | 29 avril 2012       |                     | [1] Kituro RC | 6  |                                                 |                                                 |
|  |                     | [2] Dendermondse RC | 20            |    |                                                 |                                                 |
|  | [2] Dendermondse RC | [2] Dendermondse RC | 20            | 17 |                                                 |                                                 |
|  | [2] Dendermondse RC |                     |               | 17 |                                                 |                                                 |
|  | [3] Boitsfort RC    | 13                  |               |    |                                                 |                                                 |
|  | [3] Boitsfort RC    | 13                  |               |    |                                                 |                                                 |

## Résultats détaillés

### Phase régulière

#### Tableau synthétique des résultats
L'équipe qui reçoit est indiquée dans la colonne de gauche.
| Clubs              | ASU   | BRC   | BUC   | DRC   | KRC   | RCF   | RCS   | ROC   |
| ------------------ | ----- | ----- | ----- | ----- | ----- | ----- | ----- | ----- |
| ASUB Waterloo      |       | 6-15  | 8-12  | 13-18 | 6-28  | 35-10 | 15-6  | 40-15 |
| Boitsfort RC       | 11-13 |       | 43-12 | 26-10 | 14-16 | 17-14 | 64-3  | 23-13 |
| BUC Saint-Josse RC | 27-23 | 18-24 |       | 7-23  | 6-23  | 17-10 | 18-16 | 28-18 |
| Dendermondse RC    | 29-5  | 20-18 | 34-5  |       | 13-9  | 32-25 | 32-13 | 19-14 |
| Kituro RC          | 11-10 | 14-6  | 31-5  | 23-12 |       | 43-28 | 15-10 | 15-7  |
| RC Frameries       | 16-14 | 18-38 | 25-17 | 25-23 | 23-0  |       | 37-0  | 41-22 |
| RC Soignies        | 3-7   | 10-17 | 23-10 | 11-16 | 15-30 | 5-13  |       | 44-7  |
| R Ottignies C      | 15-8  | 6-29  | 32-13 | 19-34 | 3-48  | 5-39  | 10-12 |       |

|  | Victoire à domicile |  | Match nul |  | Défaite à domicile |

#### Détail des résultats
Les points marqués par chaque équipe sont inscrits dans les colonnes centrales alors que les essais marqués sont donnés dans les colonnes latérales. Les points de bonus sont symbolisés par une bordure bleue pour les bonus offensifs (au moins 4 essais marqués) et par une bordure orange pour les bonus défensifs (défaite avec au plus sept points d'écart).

#### Évolution du classement
| Club            | 1 | 2 | 3 | 4 | 5 | 6 | 7 | 8 | 9 | 10 | 11 | 12 | 13 | 14 |
| --------------- | - | - | - | - | - | - | - | - | - | -- | -- | -- | -- | -- |
| ASUB Waterloo   | 7 | 7 | 7 | 8 | 6 | 7 | 8 | 8 | 8 | 6  | 5  | 5  | 5  | 5  |
| Boitsfort RC    | 4 | 4 | 2 | 3 | 3 | 2 | 2 | 2 | 2 | 2  | 2  | 3  | 3  | 3  |
| BUC St-Josse RC | 6 | 6 | 8 | 7 | 8 | 8 | 7 | 6 | 7 | 8  | 7  | 6  | 6  | 6  |
| Dendermondse RC | 2 | 3 | 4 | 2 | 2 | 3 | 3 | 3 | 3 | 3  | 3  | 2  | 2  | 2  |
| Kituro RC       | 1 | 1 | 1 | 1 | 1 | 1 | 1 | 1 | 1 | 1  | 1  | 1  | 1  | 1  |
| RC Frameries    | 5 | 5 | 5 | 4 | 4 | 4 | 4 | 4 | 4 | 4  | 4  | 4  | 4  | 4  |
| RC Soignies     | 3 | 2 | 3 | 5 | 5 | 5 | 5 | 5 | 5 | 5  | 6  | 7  | 7  | 7  |
| ROC             | 8 | 8 | 6 | 6 | 7 | 6 | 6 | 7 | 6 | 7  | 8  | 8  | 8  | 8  |

### Phase finale

#### Demi-finales
| 29 avril 2012 15 h 00 CET | Kituro RC                          | 27 – 7 (10 – 3) | RC Frameries                                   | Complexe Wahis, Bruxelles |
| 29 avril 2012 15 h 00 CET | Essai(s) : 3 Transformation(s) : 3 |                 | Essai(s) : Debuchy (75e) Transformation(s) : 1 | Complexe Wahis, Bruxelles |
| 29 avril 2012 15 h 00 CET |                                    |                 |                                                | Complexe Wahis, Bruxelles |

| 29 avril 2012 15 h 00 CET | Dendermondse RC | 17 – 13 | Boitsfort RC | Sportcomplex, Termonde |
| 29 avril 2012 15 h 00 CET | Essai(s) : 3    |         | Essai(s) : 1 | Sportcomplex, Termonde |
| 29 avril 2012 15 h 00 CET |                 |         |              | Sportcomplex, Termonde |

#### Finale
| 12 mai 2012 18 h 00 CET | Kituro RC | 6 – 20 (6 – 9) | Dendermondse RC | Stade du Petit Heysel, Bruxelles Arbitre : K. Lambrechts |
| 12 mai 2012 18 h 00 CET |           | Essai(s) : 1   |                 | Stade du Petit Heysel, Bruxelles Arbitre : K. Lambrechts |
| 12 mai 2012 18 h 00 CET |           |                |                 | Stade du Petit Heysel, Bruxelles Arbitre : K. Lambrechts |